# Ghiacciaio Skinner
Il ghiacciaio Skinner (in inglese Skinner Glacier) è un ghiacciaio situato sulla costa di Rymill, nella parte occidentale della Terra di Palmer, in Antartide. Il ghiacciaio, il cui punto più alto si trova a circa 380 m s.l.m., fluisce in direzione sud-sud-ovest fra il monte Flower e il monte Dixey fino ad andare ad alimentare la piattaforma glaciale Giorgio VI, che ricopre l'omonimo canale, poco a est di punta Carse.

## Storia
Già scoperto nel 1936 durante una ricognizione effettuata dalla spedizione britannica nella Terra di Graham, comandata da John Rymill, il ghiacciaio Skinner è stato in seguito così battezzato dal Comitato britannico per i toponimi antartici in onore del geologo Alexander C. Skinner, del British Antarctic Survey, di base alle stazioni sulla scogliera Fossil e sull'isola Stonington nel periodo 1968-70.